# (28038) Nicoleodzer
(28038) Nicoleodzer est un astéroïde de la ceinture principale.

## Description
(28038) Nicoleodzer est un astéroïde de la ceinture principale. Il fut découvert le 20 mars 1998 à Socorro (Nouveau-Mexique) par le projet LINEAR. Il présente une orbite caractérisée par un demi-grand axe de 2,35 UA, une excentricité de 0,18 et une inclinaison de 2,2° par rapport à l'écliptique.

## Compléments